# کنی لالا
کنی لالا (فرانسوی: Kenny Lala‎؛ زادهٔ ۳ اکتبر ۱۹۹۱) بازیکن فوتبال اهل فرانسه است.
از باشگاه‌هایی که در آن بازی کرده‌است می‌توان به والنسین، لانس و استراسبورگ اشاره کرد.